# Pacispora chimonobambusae
Pacispora chimonobambusae är en svampart som först beskrevs av C.G. Wu & Y.S. Liu, och fick sitt nu gällande namn av Sieverd. & Oehl ex C. Walker, Vestberg & A. Schüssler 2007. Pacispora chimonobambusae ingår i släktet Pacispora och familjen Pacisporaceae.   Inga underarter finns listade i Catalogue of Life.